# Gonzalo Cammarota
Gonzalo Damián Cammarota Pérez (Montevideo, 16 de septiembre de 1976) es un comunicador y escritor uruguayo. Es uno de los creadores, y actual conductor del programa Justicia Infinita.

## Trayectoria

### En radio
Fue estudiante de la Facultad de Psicología de la Universidad de la República, pero abandonó sobre el final de la carrera para dedicarse a la actividad radial. Inició su carrera en 2001 con el programa Arroba las manos, por la 91.9 FM, que conducía junto a Salvador Banchero y Carlos Tanco. Al año siguiente, con los mismos dos compañeros, comenzó Justicia Infinita por Océano FM. El programa se despidió en diciembre de 2007 pero volvió en 2009 a la misma emisora. En 2019 dejaron Océano FM. Entre febrero de 2020 y noviembre de 2021 se emitió por Urbana FM, hasta el cierre de la emisora por decisión del grupo gerenciador. Posteriormente continuó en M24 (97.9 FM).

### En televisión
En 2006 protagonizó junto a Jorge Piñeyrúa el programa de televisión La culpa es nuestra por Canal 10, un late show que estuvo dos temporadas en el aire con gran éxito, ganando un Premio Tabaré al mejor programa de humor y entretenimiento de la TV uruguaya.[cita requerida]
En 2011 estuvo en la coconducción del programa ¡Sabelo! con María Inés Obaldía un programa con adolescentes de secundaria en TNU el canal de tv estatal.
En 2020 estrenó en TV Ciudad conduce Todo tiene un porqué, y más tarde la versión uruguaya de PH, podemos hablar por Canal 4.

### Personajes

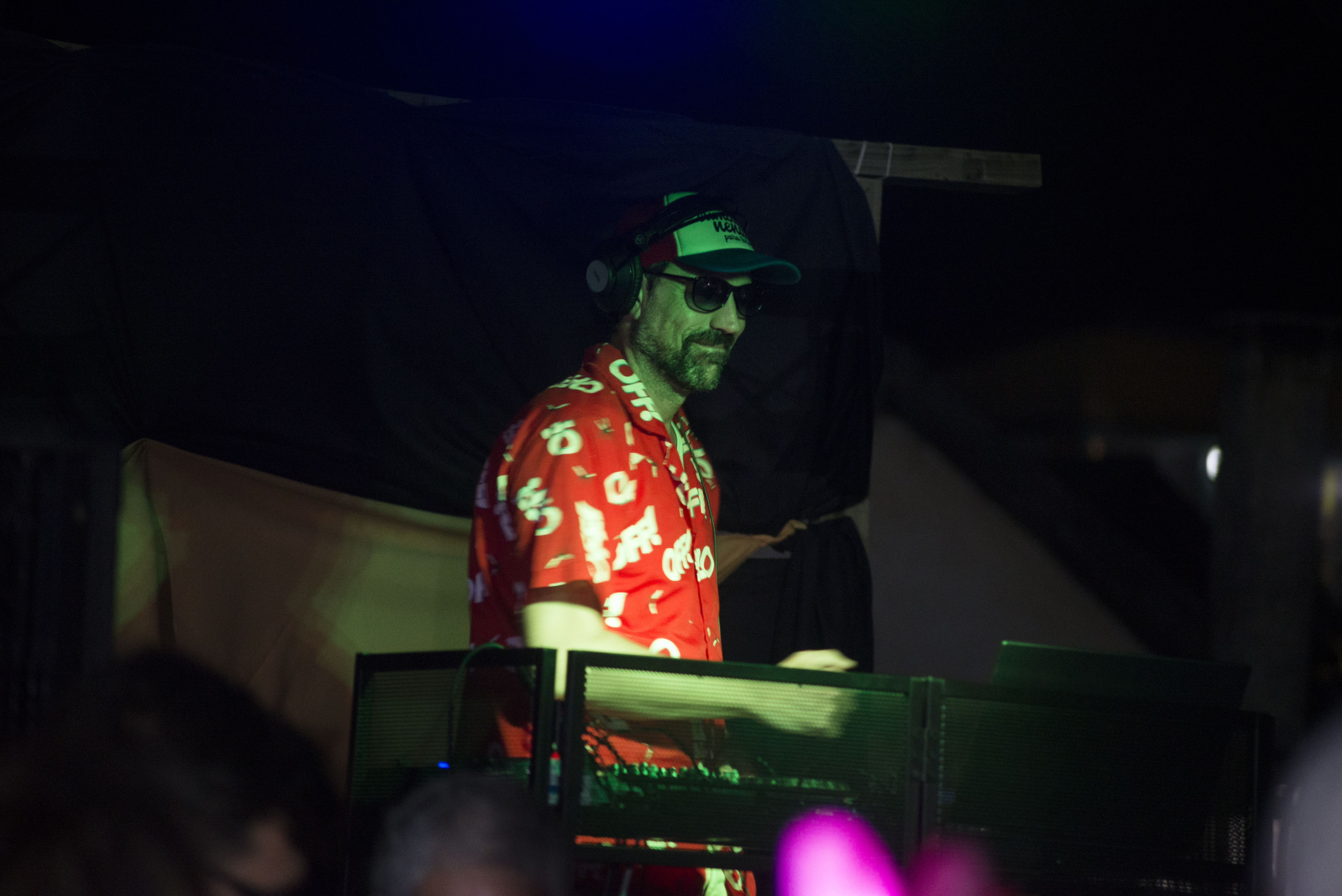
Gonzalo Cammarota como DJ Sanata en el Carnaval de Aguas Dulces de 2025.

En su extensa carrera ha creado e interpretado a un gran número de personajes radiales humorísticos, destacándose por ejemplo Cascote; el avejentado seudo-periodista nostálgico de derecha Julio César Migues; el porteño y adicto periodista Fernando Miembro y el meteorólogo Raúl Falero, pero quizás el que más reconocimiento popular ha tenido es DJ Sanata. 
DJ Sanata es el protagonista de La Bajada: una festividad, creada desde el programa Justicia Infinita, que se ha hecho tradicional en la capital de Uruguay. Se celebra habitualmente en algún día de finales de noviembre o principios de diciembre, cuando el DJ musicaliza con clásicos de la música popular y tropical mientras la gente "deja ir" el año y se entrega a la llegada del verano.

### Libros publicados
- 2009: Manual del perfecto votante. Sudamericana, ISBN 9789974683082. Ganó el premio Bartolomé Hidalgo, en categoría Revelación por esta obra.[5]
- 2014: En carnaval todo se sabe. DEBOLS!LLO, ISBN 9789974732902
- 2018: ¿Por qué mataron a Jonathan Núñez?. DEBOLS!LLO, ISBN 9789974892125
- 2019: Redención. DEBOLS!LLO, ISBN 9789974899209

## Política
Cammarota presentó su candidatura como Concejal Vecinal en las elecciones de diciembre de 2021, logrando su objetivo y asumiendo su lugar en febrero de 2022.  